# Eragrostis bahamensis
Eragrostis bahamensis är en gräsart som beskrevs av Albert Spear Hitchcock. Eragrostis bahamensis ingår i släktet kärleksgrässläktet, och familjen gräs.
Artens utbredningsområde är Bahamas. Inga underarter finns listade i Catalogue of Life.